# Capodistria (comune)
Capodistria (ufficialmente in sloveno Mestna občina Koper, in italiano Comune Città di Capodistria) è un comune cittadino (mestna občina) della Slovenia. Ha una popolazione di 51 794 abitanti ed un'area di 311 km². Appartiene alla regione statistica del Litorale-Carso di cui è capoluogo. La sede del comune si trova nella città di Capodistria.

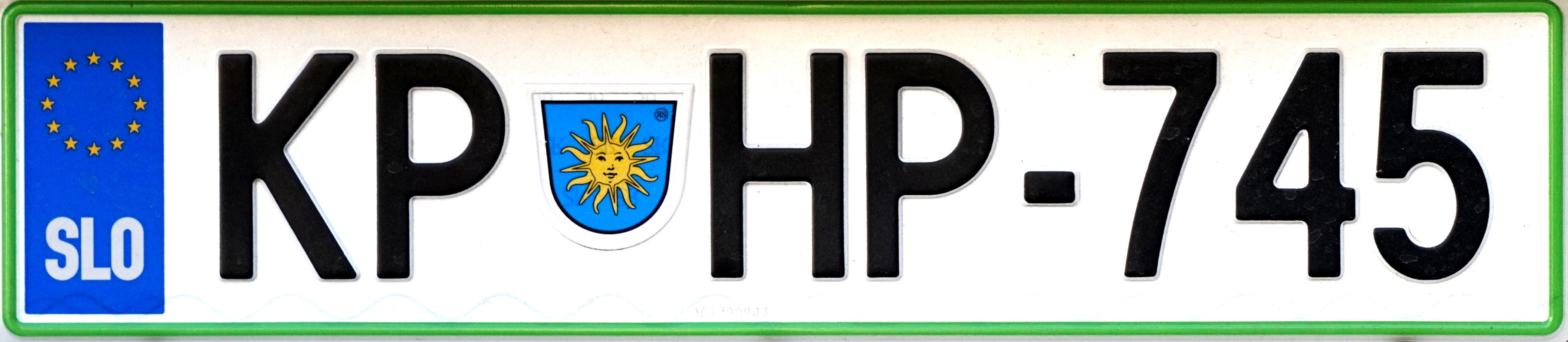
Targa del comune di Capodistria

## Storia
Nel 2014 a seguito di referendum parte del territorio comunale di Capodistria è passata sotto l'amministrazione del nuovo comune di Ancarano .

## Geografia antropica

### Suddivisioni amministrative
Il comune cittadino di Capodistria è formato da 104 insediamenti (naselja):
- Abitanti (Abitanti)
- Acquaviva dei Vena (Rakitovec)
- Antignano (Tinjan)
- Babici (Babiči)
- Barisoni (Barizoni)
- Belvedere (Belvedur)
- Bertocchi (Bertoki)
- Besovizza (Bezovica)
- Bonini (Bonini)
- Boste (Boršt)
- Bossamarino (Bošamarin)
- Brese di Piedimonte (Brežec pri Podgorju)
- Bresovizza di Gradigne (Brezovica pri Gradinu)
- Briz (Brič)
- Bucciai (Bočaji)
- Buttari (Butari)
- Campel (Kampel)
- Capodistria (Koper), insediamento capoluogo comunale
- Carcàse (Krkavče)
- Carli (Karli)
- Carnizza (Krnica)
- Castel (Kastelec)
- Centora (Čentur)
- Cerei (Cerej)
- Cernotti (Crnotiče)
- Cèsari (Čežarji)
- Collepiano-Boschini (Koromači-Boškini)
- Colombano (Kolomban)
- Costabona (Koštabona)
- Coslovici (Kozloviči)
- Covedo (Kubed)
- Crevatini (Hrvatini)
- Cristoglie (Hrastovlje)
- Dilizze (Dilici)
- Corte (Dvori)
- Figarola (Smokvica)
- Figarola di Dragogna (Fijeroga)
- Gabrovizza (Gabrovica pri Črnem Kalu)

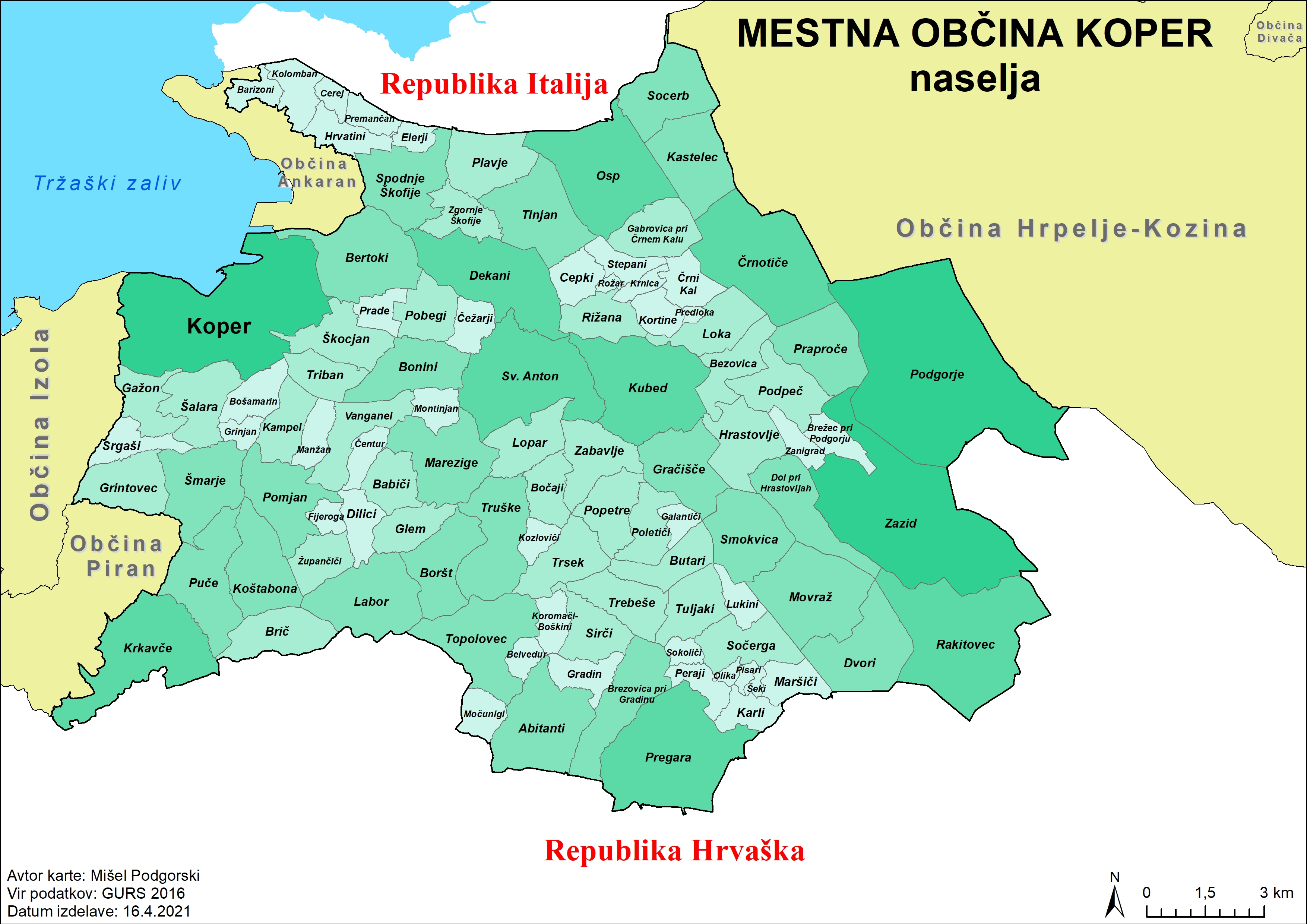
Mappa degli insediamenti del comune

- Galantici (Galantiči)
- Gasòn (Gažon)
- Glem (Glem)
- Gràdena (Gradin)
- Gracischie (Gračišče)
- Elleri (Jelarji)
- Laura (Labor)
- Lonche (Loka)
- Loparo (Lopar)
- Luchini (Lukini)
- Manzano (Manžan)
- Maresego (Marezige)
- Marsici (Maršiči)
- Mocenighi (Močunigi)
- Monte di Capodistria (Šmarje)
- Montetoso (Grintovec)
- Montignano (Montinjan)
- Nigrignano (Grinjan)
- Olica (Olika)
- Ospo (Osp)
- Paugnano (Pomjan)
- Perai (Peraji)
- Pisari (Pisari)
- Piedimonte d'Istria (Podgorje)
- Plavia Monte d'Oro (Plavje)
- Pobeghi (Pobegi)
- Poletici (Poletiči)
- Popecchio (Podpeč)
- Popetra (Popetre)
- Prada (Prade)
- Prapozze (Praproče)
- Pregara (Pregara)
- Predlocca (Predloka)
- Premanzano (Premančan)
- Puzzole (Puče)
- Risano (Rižana)
- Rosariòl (Rožar)
- Sali sul Risano (Kortine)
- Sallara (Šalara)
- San Canziano (Škocjan)
- Sanigrado (Zanigrad)
- Sant'Antonio (Sv. Anton)
- San Sergio (Črni Kal)
- San Servolo (Socerb)
- San Quirico (Sočerga)
- Sasseto (Zazid)
- Rabuiese (Spodnje Škofije)
- Albaro Vescovà (Zgornje Škofije)
- Sechi (Šeki)
- Sergassi (Srgaši)
- Sirci (Sirči)
- Socolici (Sokoliči)
- Stepani (Stepani)
- Tersecco (Trsek)
- Tòppolo in Belvedere (Topolovec)
- Trebesse (Trebeše)
- Tribano (Triban)
- Truscolo (Truške)
- Tuliachi (Tuljaki)
- Valmorasa [Vallem Mauriacam] (Movraž)
- Vanganello (Vanganel)
- Villa Decani (Dekani)
- Villa Manzini (Cepki)
- Villadolo (Dol pri Hrastovljah)
- Zabavia (Zabavlje)
- Zupancici (Župančiči)

## Amministrazione
| Periodo | Periodo   | Primo cittadino | Partito                           | Carica  | Note |
| ------- | --------- | --------------- | --------------------------------- | ------- | ---- |
| 1994    | 1996      | Aurelio Juri    |                                   | sindaco |      |
| 1997    | ?         | Irena Fister    |                                   | sindaco |      |
| ?       | 2002      | Dino Pucer      |                                   | sindaco |      |
| 2002    | 2018      | Boris Popovič   | Koper je naš/Capodistria è nostra | sindaco |      |
| 2018    | in carica | Aleš Bržan      | Lista Aleš Bržan                  | sindaco |      |

### Gemellaggi
- Ferrara
- Muggia
- San Dorligo della Valle
- Pinguente
- Corfù
- Jiujiang
- Saint John
- Samara
- Žilina